# Вила Санта Лучија
Вила Санта Лучија (итал. Villa Santa Lucia) је насеље у Италији у округу Фрозиноне, региону Лацио.
Према процени из 2011. у насељу је живело 994 становника. Насеље се налази на надморској висини од 311 м.

## Становништво
| 1931. | 1936. | 1951. | 1961. | 1971. | 1981. | 1991. | 2001. | 2011. |
| ----- | ----- | ----- | ----- | ----- | ----- | ----- | ----- | ----- |
| 2.407 | 2.538 | 2.180 | 2.125 | 2.092 | 2.180 | 2.386 | 2.622 | 2.639 |